# Buddhizmus Új-Zélandon

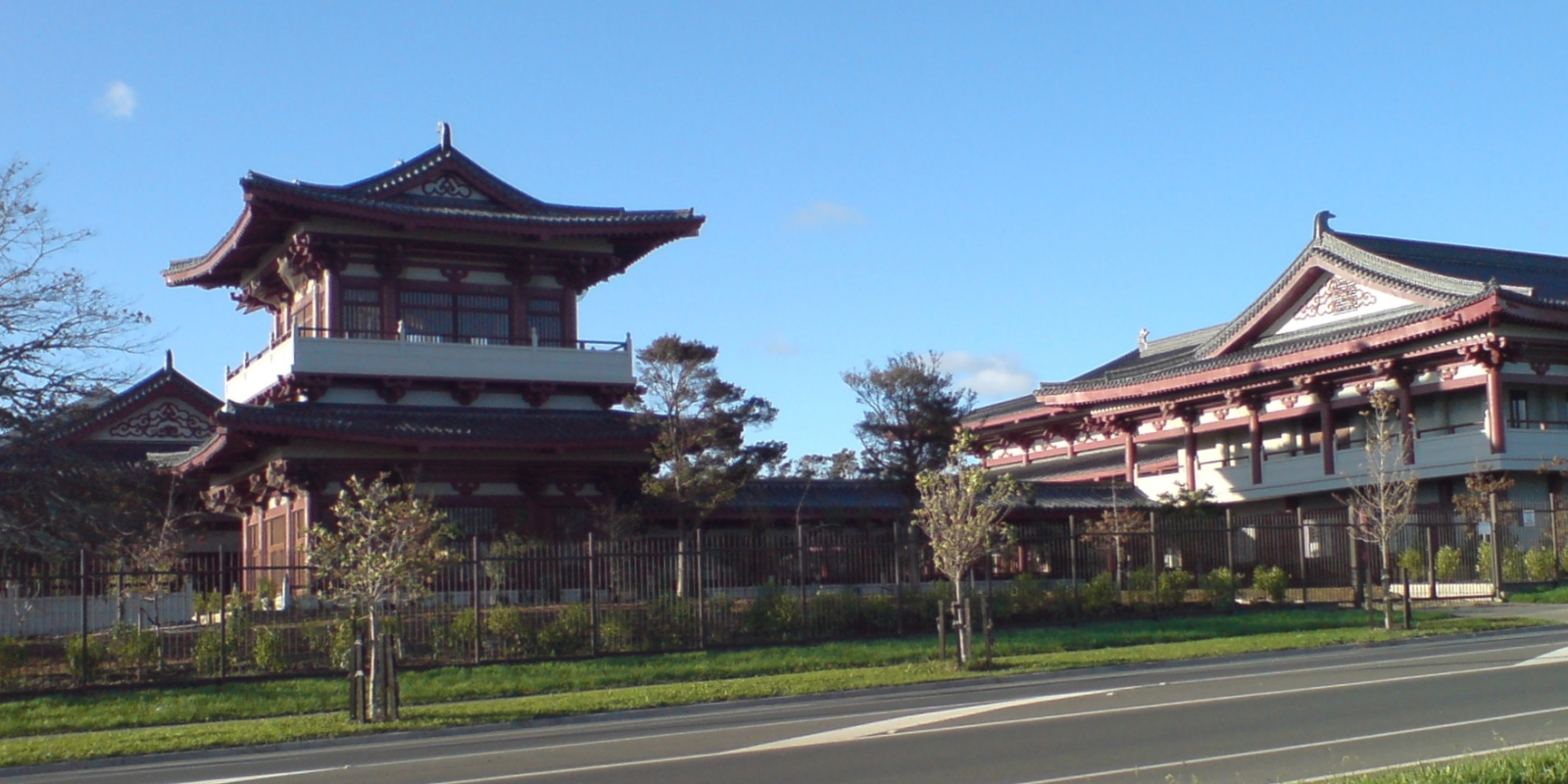
Fo Kuang San templom (Auckland)

A buddhizmus Új-Zélandon a lakosság 1,5%-át teszi ki, amellyel az országban a harmadik legjelentősebb vallás a kereszténység és a hinduizmus után. Az Ázsiából származó buddhizmust a Kelet-Ázsiából bevándorló lakosság terjesztette el.
| Év   | Százalék | Növekedés |
| ---- | -------- | --------- |
| 2006 | 1.40%    | +0.20%    |
| 2013 | 1.50%    | +0.10%    |
| 2018 | 1.13%    | -0.37%    |
| 2022 | 1.51%    | +0.38%    |

## Története
Új-Zélandon az első buddhisták az otago-i aranymezőn fúró kínai munkások voltak az 1860-as években. Kis számban érkeztek, így az 1926-os népszámláláson (az első, amelyben szerepel a buddhizmus) csupán 169 fő vallotta magát buddhistának. Tíz évvel később az új-zélandi lakosok ázsiai utazgatásai hatására, illetve buddhista tanárok a szigetországba történt látogatásai hatására fellendült az érdeklődés a történelmi Buddha által elindított buddhista hagyományok iránt. Ekkor jelentős számban vették fel a buddhista gyakorlatokat a helyi emberek.
Az 1980-as évek óta az ázsiai bevándorlók és a menekültek a buddhizmus különböző hagyományait gyökereztették meg Új-Zélandon. A 2010-es évekre már több mint 50 csoport (főleg Auckland térségében) nyújtott lehetőséget a hagyományaik gyakorlására, templomokkal, kolostorokkal, elvonulási és egyéb központokkal. Több bevándorló közösség hozott magával vallási vezetőket, szerzeteseket és tanítókat a saját országukból.
2008-ban a hatodik buddhizmusról szóló Globális Konferenciára több neves buddhista tanítót és tudóst hozott a fővárosba az Új-Zélandi Buddhista Alapítvány (New Zealand Buddhist Foundation). Az Új-Zélandi Buddhista Tanácsot 2007-ben alapították, amely 15 buddhista szervezetet tömörített magába. 2020-ra ez a szám elérte a harminckettőt. A kormányzatokkal és a nemzeti kormánnyal együttműködve döntenek a buddhista közösségeket érintő témákban, adminisztratív segítséget nyújtanak és elősegítik az országban működő különböző hagyományok közötti párbeszédet.

## Demográfia
A 2006-os népszámlálás szerint a lakosság 1,4%-a vallotta magát buddhistának Új-Zélandon. A 2013-as cenzuson ez az adat már 1,5%-ra nőtt. A buddhisták többsége Ázsiából vándorolt be, míg a vallásváltó helyi lakosság száma 15 000-20 000. A 2013-as cenzus szerint 58 440 buddhista volt Új-Zélandon. A vallásváltók aránya az összes buddhista hozzávetőlegesen 25–35%-a. A 2018-as cenzus adatai szerint 52 779 ember vallotta magát buddhistának Új-Zélandon.

## Jelenkor
A wellington-i Victoria Egyetem 2019-ben történt felmérése szerint az új-zélandi emberek szerint a buddhista vallási csoport a legmegbízhatóbb az országban. A megkérdezettek 35%-a teljesen vagy jelentősen áll bizalommal a buddhizmussal szemben.

## Buddhista templomok

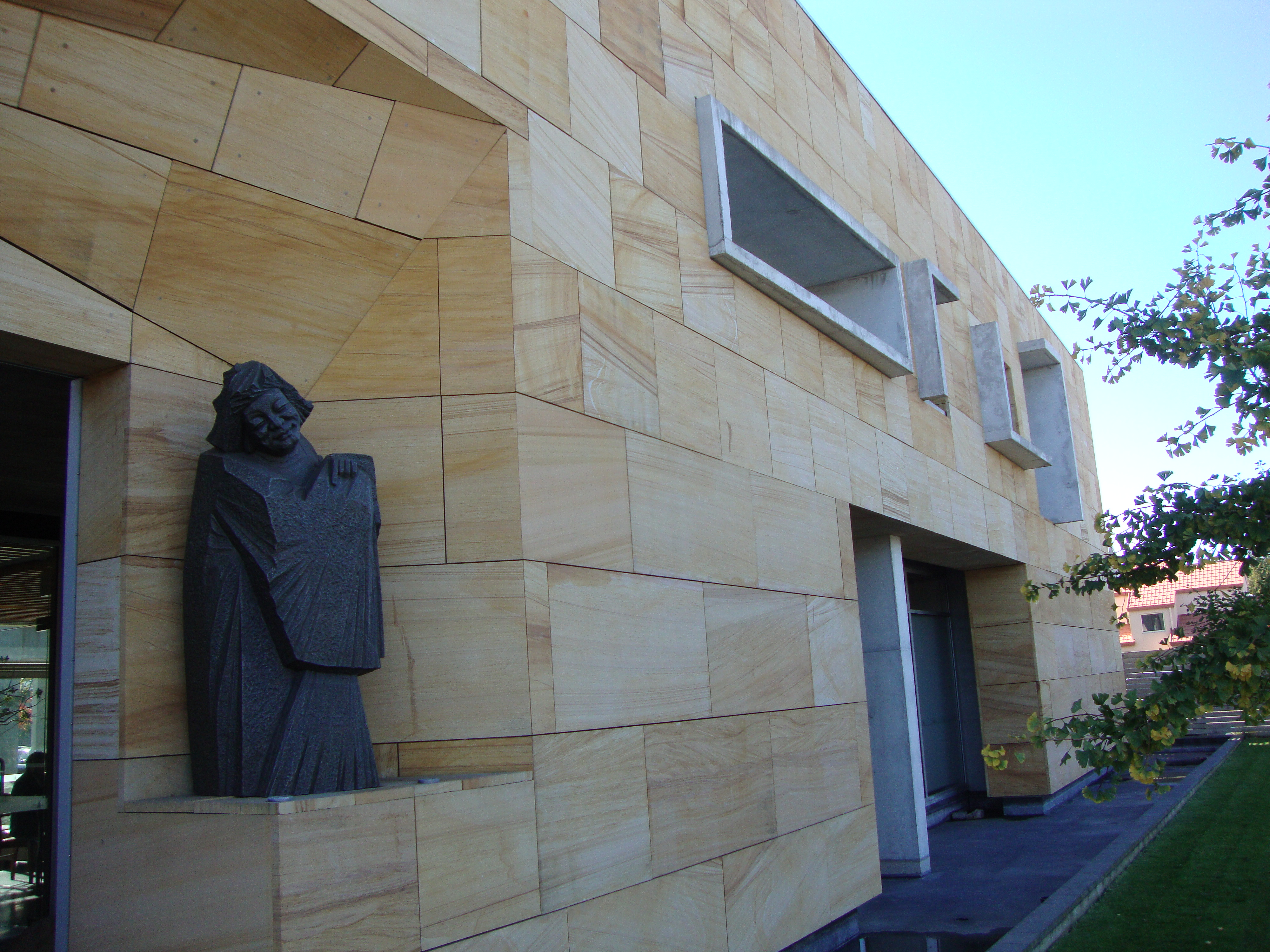
Nemzetközi Buddhista központ (International Buddhist Centre) Christchurch városban

Számos buddhist templom és oktatási központ működik Új-Zélandon, amelyek közül a legnagyobb a Fo Kuang San templom Aucklandben.  Christchurch-ben 2007-ben nyitotta meg a kapuit a Nemzetközi Buddhista Központ (The International Buddhist Centre). A 2011-es christchurchi földrengést követően 5 évre bezárt, majd 2016-ban ismét megnyitotta kapuit a látogatók előtt. A thai erdei hagyományhoz tartozó intézmények közül a kettő legjelentősebb a Bódhinyanarama Kolostor (Bodhinyanarama Monastery) és a Vimutti Buddhista Kolostor (Vimutti Buddhist Monastery).